# Nördliche Pyramide von Masghuna
Die nördliche Pyramide von Masghuna ist ein altägyptisches königliches Grabmal, das während der 12. oder 13. Dynastie errichtet wurde. Das Bauwerk blieb unvollendet. Welcher Pharao hier beerdigt werden sollte, ist unbekannt, entsprechende Schriftzeugnisse wurden bisher nicht gefunden. Da die benachbarte Südliche Pyramide von Masghuna aufgrund baulicher Ähnlichkeiten zur Hawara-Pyramide Amenemhets III. von vielen Forschern als Grabmal seines Sohnes Amenemhets IV. angesehen wird, könnte die recht ähnliche nördliche Pyramide für dessen Schwester Nofrusobek, der letzten Herrscherin der 12. Dynastie, gedacht gewesen sein. Einige Forscher rechnen allerdings beide Bauwerke bereits zur 13. Dynastie. Nach einem zuletzt getroffenen Vergleich zwischen den subterranen Strukturen der letzten Pyramiden der zwölften Dynastie mit denjenigen, welche der 13. Dynastie zugeschrieben werden, scheint die nördliche Pyramide von Masghuna etwa um 1750 v. Chr. erbaut worden und wäre damit einem bisher unbekannten Herrscher der 13. Dynastie zuzuschreiben.
Die bisher einzige Untersuchung der Pyramide fand 1910 durch Ernest Mackay statt.

## Die Pyramide

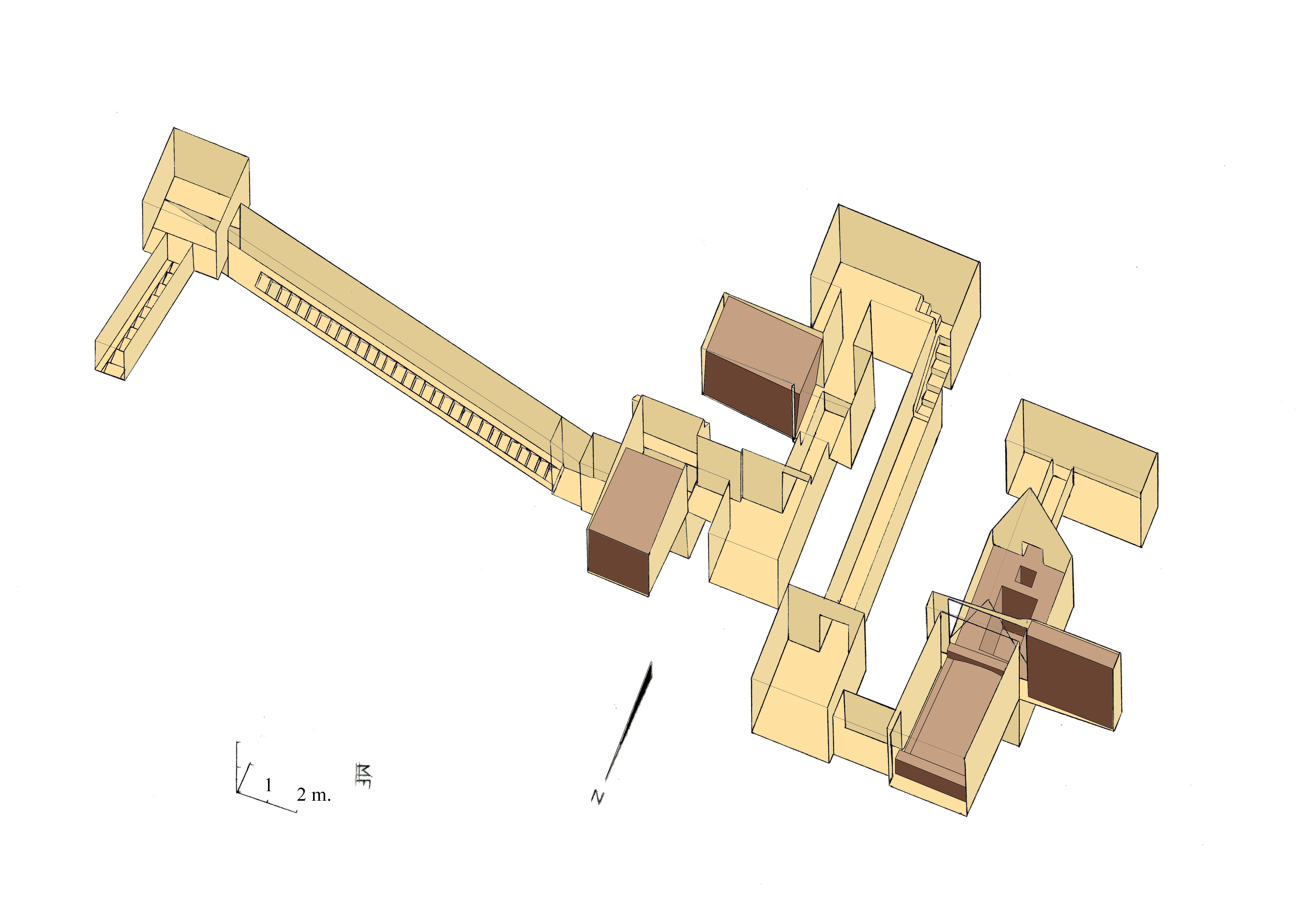
Das unterirdische Kammersystem

Von der Pyramide ist lediglich das unterirdische Kammersystem erhalten, der Oberbau scheint nie begonnen worden zu sein. Daher ließen sich auch keine genauen Werte für die geplante Seitenlänge und Höhe ermitteln. Es konnte lediglich festgestellt werden, dass die Pyramide größer geplant war als ihre südliche Nachbarin, welche eine Seitenlänge von 52,50 Meter aufweist.

## Die Substruktur
Das Kammersystem ähnelt dem der südlichen Pyramide, ist aber komplexer. Der Eingang der Pyramide befindet sich im Norden. Von dort führt eine Treppe hinunter zu einer quadratischen Kammer. Im rechten Winkel biegt eine weitere Treppe ab, über die man zur ersten, noch unverschlossenen Blockierung gelangt. In einer Nische ruht dort ein 42 Tonnen schwerer Quarzitblock. Über ein verwinkeltes Kammersystem kommt man zunächst an einem zweiten, kleineren Blockierstein vorbei und gelangt schließlich zur Grabkammer. Diese wird gänzlich von einem gewaltigen Sarkophag-Gewölbe ausgefüllt, das aus einem einzigen Quarzitblock gehauen wurde. Der Deckel wurde nicht mehr aufgesetzt und befindet sich noch in einer Nebenkammer. Sämtlicher freiliegender Quarzit, der in der Pyramide verbaut worden war, war mit roter Farbe bemalt und stellenweise auch mit senkrechten schwarzen Streifen verziert worden.

## Der Pyramidenkomplex
Vom Pyramidenkomplex wurde lediglich ein von Osten kommender Aufweg entdeckt. Mitten auf dem Weg lag noch ein weiterer Blockierstein, der wohl einfach dort liegengelassen worden war, als der Bau der Pyramide eingestellt wurde.